# Lampides lunata
Lampides lunata är en fjärilsart som beskrevs av De Nicéville 1898. Lampides lunata ingår i släktet Lampides och familjen juvelvingar. Inga underarter finns listade i Catalogue of Life.